# Rhodostrophia lenis
Rhodostrophia lenis är en fjärilsart som beskrevs av Edward P. Wiltshire 1966. Rhodostrophia lenis ingår i släktet Rhodostrophia och familjen mätare. Inga underarter finns listade.